# Philippe-Henri Dakoury-Tabley
Philippe-Henri Dacoury-Tabley est un banquier ivoirien, ancien gouverneur de la Banque centrale des États de l'Afrique de l'Ouest (BCEAO).
Élu à ce poste en 2009, il est obligé de démissionner quelques mois après l'élection présidentielle du 28 novembre, qui voit la victoire d'Alassane Ouattara. Il est suspecté de financer l’administration illégale de Laurent Gbagbo. Appréhendé par les Forces républicaines de Côte d'Ivoire lors de l'arrestation de Laurent Gbagbo le 11 avril 2011, il est détenu par ces derniers.

## Biographie
Philippe-Henri Dacoury-Tabley fait partie de la famille Dacoury-Tabley, connue pour son importance dans le monde politique ivoirien.
Philippe-Henri Dacoury-Tabley est membre de la BCEAO depuis 1976. Il en est élu gouverneur en 2009. 
En janvier 2011, il se retrouve en difficulté à son poste de gouverneur de la BCEAO car il a refusé, au cours du conflit entourant l'élection présidentielle, de céder le pouvoir sur les comptes de l'État. En effet, selon les règles en vigueur, seul le président légitime de la Côte d'Ivoire et le gouverneur de la banque ont accès aux comptes ivoiriens. Entre le 23 décembre 2010 et le 17 janvier 2011, Dacoury-Tabley transfère pourtant environ 150 millions d'euros à Laurent Gbagbo, président sortant et candidat malheureux de l'élection. Il lui donne également accès à des informations financières concernant ces comptes. En janvier 2011, l'Union européenne impose des sanctions à Philippe-Henri Dacoury-Tabley : il lui est interdit de voyager et des avoirs financiers lui appartenant sont gelés. Enfin, il démissionne de ses fonctions de gouverneur de la BCEAO le 22 janvier 2011. Il invoque des circonstances techniques et pratiques l'ayant empêché de transférer le contrôle à Alassane Ouattara. Le banquier burkinabé et vice-gouverneur de la BCEAO Jean-Baptiste Compaoré, assure l'intérim.
Le 26 juin 2011, il est placé en détention par le procureur d'Abidjan, en même temps que d'autre hauts fonctionnaires et proches alliés de Laurent Gbagbo. Les mis en cause sont accusés d'« atteintes à l’autorité et à la souveraineté de l’État et de crimes économiques ».
Resté proche de Laurent Gbagbo, il devient par la suite cadre du Front populaire ivoirien. 